# Pfarrkirche Scharndorf

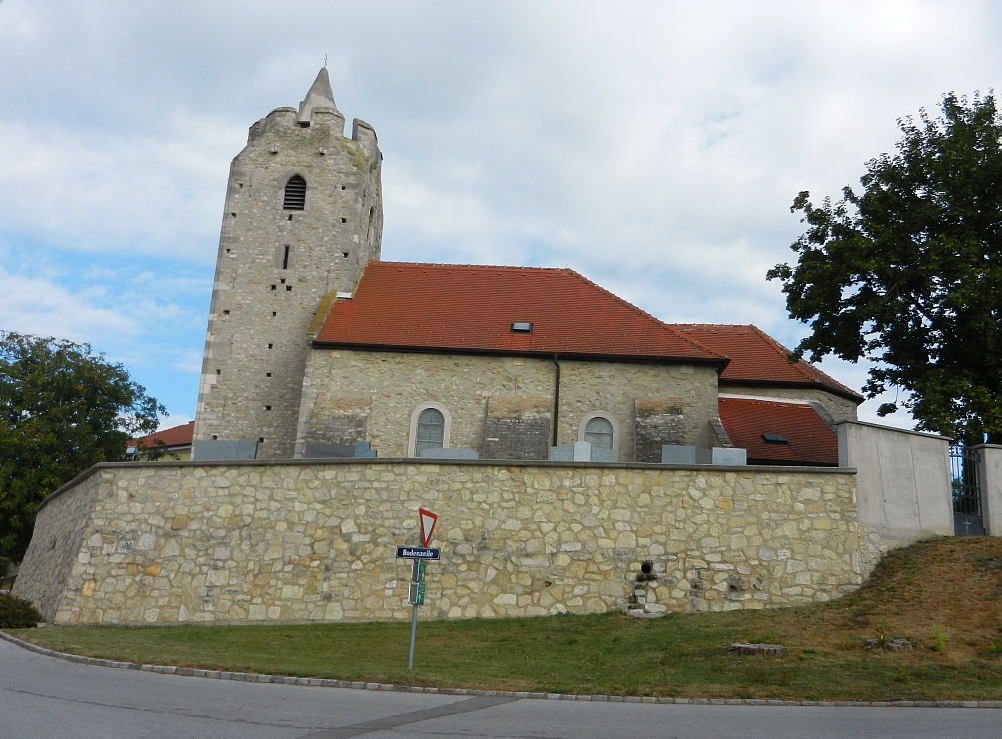
Katholische Pfarrkirche Heiliger Geist in Scharndorf

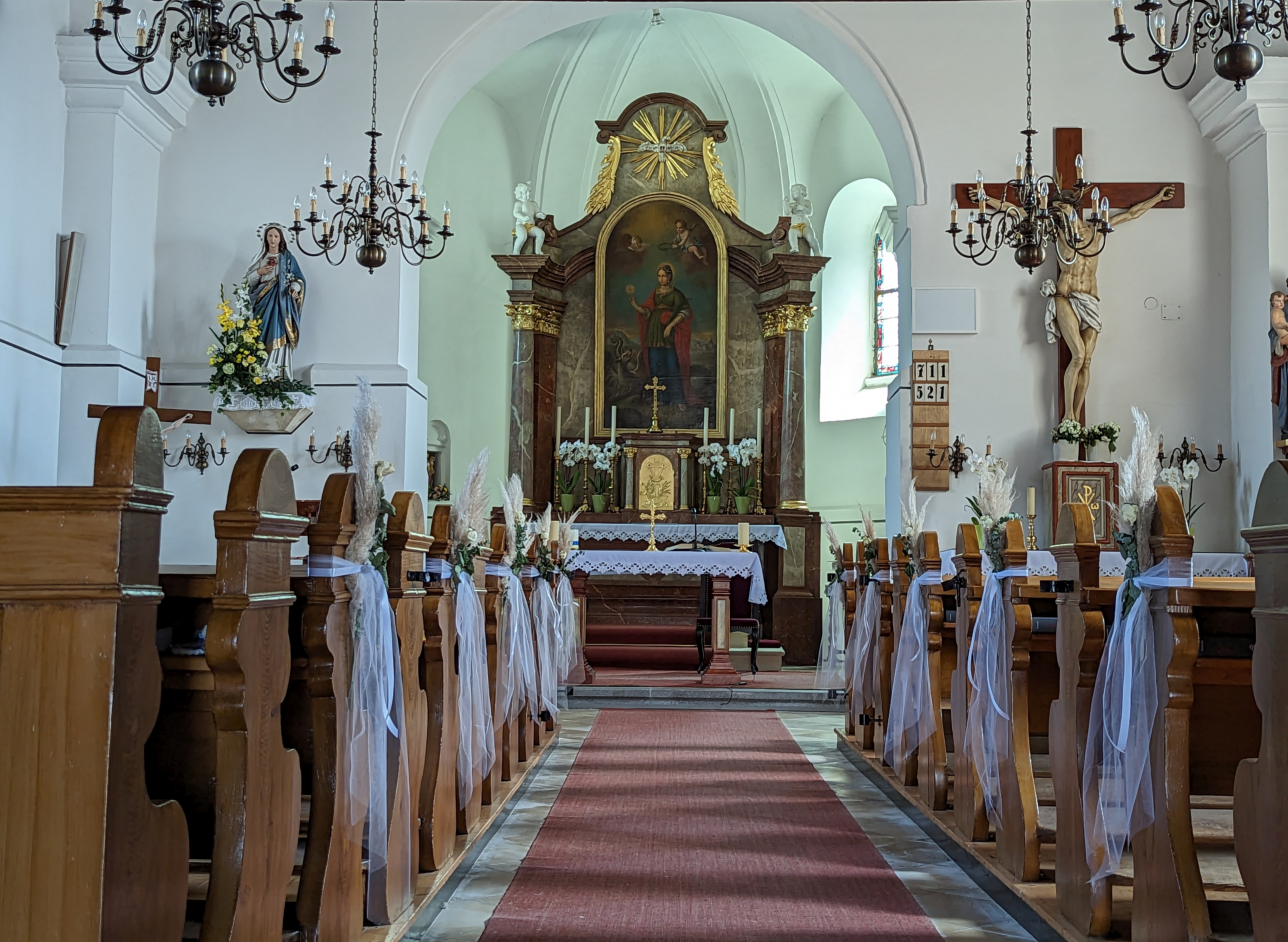
Innenraum Kirche Scharndorf

Die römisch-katholische Pfarrkirche Scharndorf steht erhöht im Südosten der Ortschaft in der Gemeinde Scharndorf im Bezirk Bruck an der Leitha in Niederösterreich. Die dem Patrozinium hl. Margareta von Antiochia unterstellte Pfarrkirche gehört zum Dekanat Hainburg in der Erzdiözese Wien. Die ehemalige Wehrkirche steht unter Denkmalschutz (Listeneintrag). 

## Geschichte
Pfarre und Kirche entstanden wohl schon im 13. Jahrhundert. Urkundlich vor 1429 genannt wurde die Kirche ein Vikariat von Petronell. 1732 wurde eine Expositur eingerichtet und 1783 erfolgte die Erhebung zur Pfarrkirche. 1959/1960 erfolgte eine Trockenlegung, dabei wurden Grabungsschächte zum ursprünglichen Niveau angelegt und offen gelassen. 1964 war eine Innenrenovierung.

## Architektur
Die erhöht gelegene Wehrkirche wird von einem Friedhof mit einer wehrhaften geböschten mittelalterlichen annähernd fünfseitigen Umfassungsmauer umgeben. Das sogenannte Urnenhaus ist westlich an die Umfassungsmauer angebaut.
Das Kirchenäußere zeigt ein barock erhöhtes Langhaus mit einem mittelalterlichen Kern und einen eingezogenen gotischen Chor mit einem gestreckten Fünfachtelschluss und einen vorgestellten wehrhaften Westturm wohl als einheitlicher Bau aus dem Anfang des 14. Jahrhunderts.
Das Kircheninnere zeigt ein zweijochiges Langhaus mit einer 1931 eingezogenen bemalten Holzbalkendecke über den erhöhten Pilastern aus dem Ende des 17. Jahrhunderts. Die hölzerne Westempore steht auf Ständern. Der Chor hat ein Kreuzgrat- und Kappengewölbe auf Pilastern aus dem Ende des 17. Jahrhunderts. Es gibt eine gotische kleeblattbogige Sakramentsnische. Die Sakristei und das Turmerdgeschoß sind gewölbt. Die Glasmalereien der Heiligen Antonius und Anna entstanden um 1931.

## Einrichtung
Die Einrichtung ist überwiegend aus 1931.
Der Altar ist ein flaches Säulenretabel aus der zweiten Hälfte des 18. Jahrhunderts und zeigt das Altarbild hl. Margarete aus 1776.
Ein überlebensgroßes Kruzifix aus dem 18. Jahrhundert hat eine neue Fassung. Der Taufstein nennt die Jahresangabe 1705.
Die Orgel mit 8 Registern entstand 1847. Eine Glocke nennt Michael Caspar Wolff 1687 und zeigt Reliefs der Heiligen Josef und Maria mit Kind und Christus am Kreuz.